# Karosa SB
Karosa SB je typ československého autobusu, který byl vyvíjen národním podnikem Karosa Vysoké Mýto současně s typem Škoda 706 RTO ve druhé polovině 50. let 20. století. Měl být součástí jednotné řady, která měla obsahovat autobusový přívěs Karosa B 50, návěs Karosa NO 80, desetimetrový autobus SB, jedenáctimetrový vůz 706 RTO a šestnáctimetrový článkový Škoda 706 RTO-K.

## Konstrukce
SB (střední bus) je standardní dvounápravový autobus se samonosnou karoserií. Vůz, který měl být určen jak pro městský, tak i meziměstský a dálkový provoz (podobně jako 706 RTO), měl být alternativou sériově vyráběného modelu 706 RTO pro menší počet cestujících. V městské verzi měl dvoje pneumaticky ovládané dveře (v převisech před přední a za zadní nápravou), linková a dálková varianta měla pouze přední dveře (dveře dálkového vozu byly ovládané ručně pomocí kliky). Sedačky byly rozmístěny 1+1 (městská verze) nebo 2+2 (meziměstská a dálková).
Pro vozy SB zadní nápravu dodaly Automobilové závody Klementa Gottwalda (dříve Praga), přední náprava byla odvozena od tatrovácké z autobusu Tatra 500 HB. Karoserie měla mnoho shodných prvků s vozovou skříní vozu 706 RTO.

## Výroba
Protože se vývoj motoru, převodovky a zadní nápravy výrazně zpožďoval, bylo jasné, že sériová výroba vozu SB nebude možná. Zatímco v letech 1958 a 1959 byly vyrobeny čtyři prototypy, Karosa již vyvíjela nástupce modelu 706 RTO, řadu Š. Vyrobené vozy SB byly ve všech uvažovaných variantách: 2 kusy linkových meziměstských a po jednom městském a dálkovém. V jednom autobuse byl zastavěn motor Praga, v dalších dvou Tatra (u posledního vozu není značka pohonné jednotky známa).

## Historické vozy
- neznámý vlastník (ex Výtopna Zdice[1])